# Лоун Рок (Висконсин)
Лоун Рок (енгл. Lone Rock) град је у америчкој савезној држави Висконсин.

## Демографија
По попису из 2010. године број становника је 888, што је 41 (-4,4%) становника мање него 2000. године.
| Група             | 2000.       | 2010.       |
| Белци             | 903 (97,2%) | 847 (95,4%) |
| Афроамериканци    | 2 (0,2%)    | 3 (0,3%)    |
| Азијати           | 1 (0,1%)    | 4 (0,5%)    |
| Хиспаноамериканци | 14 (1,5%)   | 17 (1,9%)   |
| Укупно            | 929         | 888         |